# التحالف الفرنسي العثماني

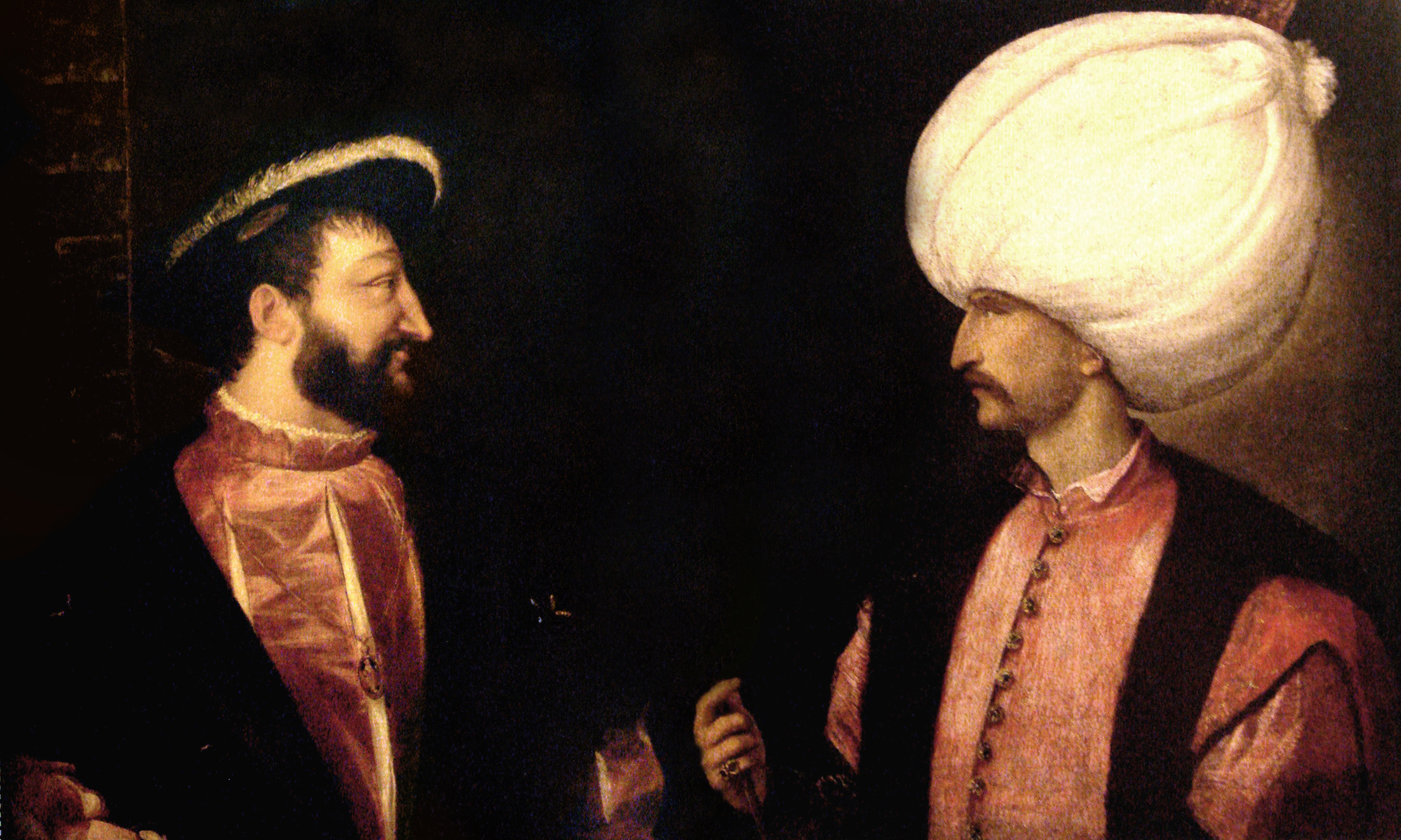
رسم لتيتيان عام 1530، لفرانسوا الأول (يسار) وسليمان القانوني (يمين) اللذان بدأوا التحالف الفرنسي العثماني.

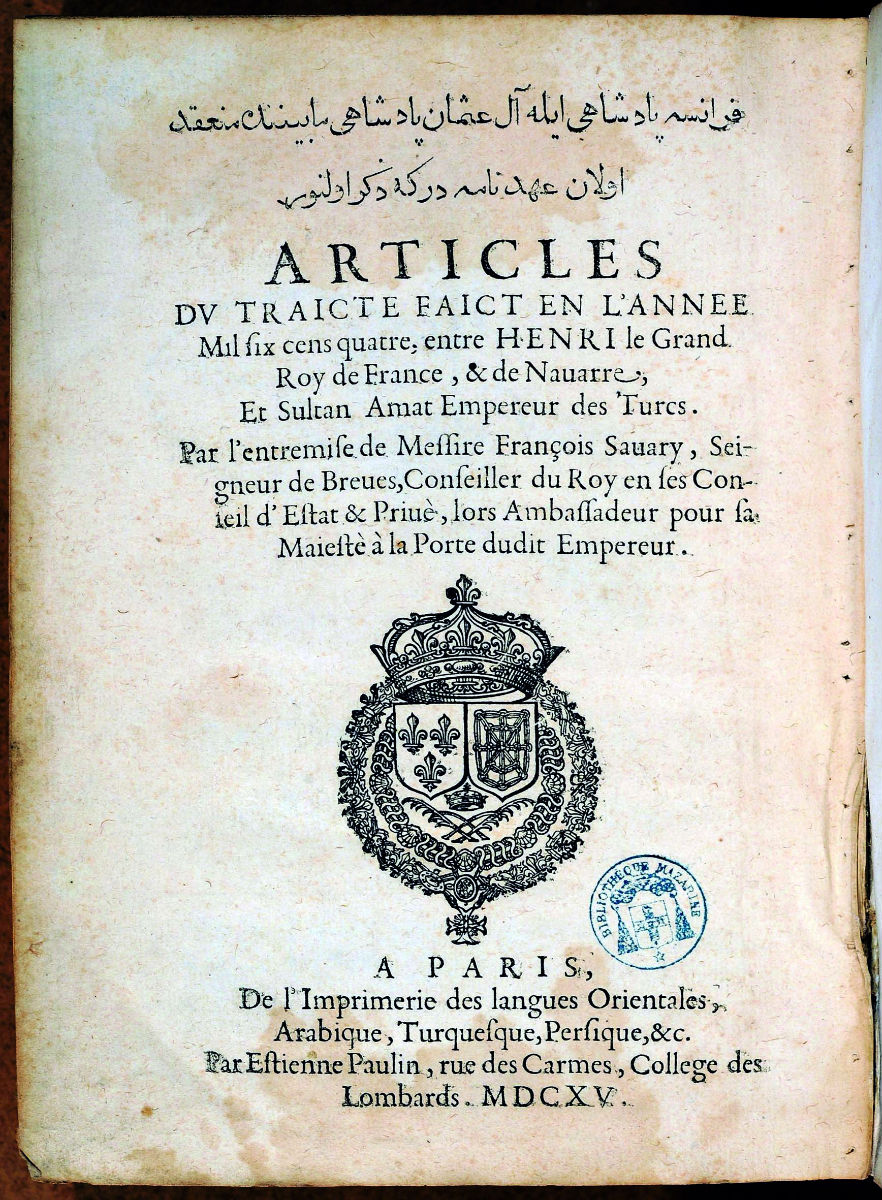
اتفاقية بين الدوليتن بالتركية و الفرنسية، نشرها فرانسوا سفاري دي برف سنة 1615 م.

 التحالف الفرنسي العثماني هو تحالف بدأ عام 1536م بين ملك فرنسا فرانسوا الأول والسلطان العثماني سليمان القانوني، وهو التحالف الذي قيل عنه أنه «أول تحالف غير أيديولوجي دبلوماسي من نوعه بين إمبراطوريتين مسيحية ومسلمة». تسبب هذا التحالف في إحراج فرنسا في العالم المسيحي، ونعتوه بـ «التحالف الأثيم»، أو «الاتحاد الذي دنّس زهرة الزنبق والهلال» (زهرة الزنبق تمثل الثالوث المقدس)، ومع ذلك، فقد خدم هذا التحالف مصالح الطرفين، وكان مؤثراً بشكل خاص خلال الحروب الإيطالية. كان هذا التحالف الاستراتيجي والتكتيكي في بعض الأحيان، واحدًا من أهم التحالفات الخارجية الفرنسية، واستمرت لأكثر من قرنين ونصف القرن من الزمان، حتى الحملة الفرنسية على مصر، وهي التي كانت ولاية عثمانية، بين عامي 1798-1801.

## خلفية تاريخية
بعد الفتح العثماني للقسطنطينية عام 1453 على يد السلطان محمد الثاني وتوحيد مساحات واسعة من الشرق الأوسط تحت حكم السلطان سليم الأول، تمكن السلطان سليمان القانوني، ابن السلطان سليم الأول، من بسط السيادة العثمانية لتشمل صربيا في عام 1522. وهكذا دخلت الإمبراطورية الرومانية المقدسة في صراعٍ مباشر مع العثمانيين.
تبين وجود بعض المراسلات المبكرة بين العثمانيين والفرنسيين. أفاد فيليب دي كومين أن السلطان بايزيد الثاني أرسل وفدًا إلى الملك لويس الحادي عشر ملك فرنسا عام 1483، في حين احتُجز جيم، شقيقه ومنافسه على العرش العثماني في فرنسا في بورغانوف من قِبل بيير دوبسون. رفض لويس الحادي عشر مقابلة المبعوثين، لكن الوفد عرض مبلغًا كبيرًا من المال وآثارًا مسيحية بهدف الإبقاء على جيم محتجزًا في فرنسا. نُقل جيم إلى عهدة البابا إنوسنت الثامن في عام 1489.
كانت فرنسا قد وقعت أول معاهدة أو امتياز مع سلطنة المماليك في مصر عام 1500، في عهد لويس الثاني عشر والسلطان بايزيد الثاني، قدم بموجبها سلطان مصر تنازلات للفرنسيين والكتالونيين، ومددها السلطان سليمان القانوني لاحقًا.
كانت فرنسا تبحث أساسًا عن حلفاء في وسط أوروبا. كان سفير فرنسا أنطونيو رينكون مُكلفًا من قِبل فرانسيس الأول بعدة بعثات إلى بولندا والمجر بين 1522 و1525. في ذلك الوقت، بعد معركة بيكوكا 1522، كان فرانسيس الأول يحاول التحالف مع زغمونت الأول العجوز ملك بولندا. أخيرًا، في عام 1524، أُبرم تحالفٌ فرنسي بولندي بين فرانسيس الأول وملك بولندا زغمونت الأول.
تصاعد البحث عن حلفاء في أوروبا الوسطى عندما هزمت قوات الإمبراطور شارل الخامس الحاكم الفرنسي فرانسيس الأول في معركة بافيا 24 فبراير 1525. بعد عدة أشهر في السجن أُرغم فرانسيس الأول على التوقيع على معاهدة مدريد المخزية، واضطر بموجبها إلى التنازل عن دوقية بورغونيا وشاروليه إلى الإمبراطورية والتخلي عن طموحاته الإيطالية وإعادة ممتلكاته وتشريفاته إلى الخائن كونستابل دي بوربون. أجبر هذا الموقف ملاك فرنسا فرانسيس الأول على إيجاد حليف ضد إمبراطور آل هابسبورغ القوي، في شخص السلطان سليمان القانوني.

## تحالف فرانسيس الأول وسليمان
كان التحالف فرصة لكلا الحاكمين من أجل محاربة هيمنة آل هابسبورغ. كان هدف فرانسيس الأول إيجاد حليف ضد آل هابسبرغ، على الرغم من أن سياسة التودد إلى قوة إسلامية كانت بمثابة انقلابٍ على سياسة أسلافه. كانت الذريعة التي استخدمها فرانسيس الأول حماية المسيحيين في الأراضي العثمانية من خلال اتفاقيات دُعيت «بامتيازات الدولة العثمانية».

كان الملك فرانسيس مسجونًا في مدريد عندما بُذلت الجهود الأولى لتشكيل تحالفٍ. ظهر أن أول بعثة فرنسية إلى السلطان سليمان قد أُرسلت مباشرة بعد معركة بافيا من قِبل والدة فرانسيس الأول، لويز دي سافوي، لكن البعثة ضلت طريقها في البوسنة. في ديسمبر 1525، أُرسلت بعثة ثانية بقيادة جان فرانجيباني، والتي تمكنت من الوصول إلى القسطنطينية، العاصمة العثمانية، مع رسائل سرية تطلب إنقاذ الملك فرانسيس الأول والهجوم على آل هابسبرغ. عاد فرانجيباني بردٍّ من السلطان سليمان، في 6 فبراير 1526: 
أنا سلطان السلاطين، ملك الملوك، موزع التيجان للملوك على وجه الأرض، ظل الله على الأرض، السلطان والسيد المطلق على البحر الأبيض المتوسط والبحر الأسود، على روميليا والأناضول، على قرامان، على أرض الرومان، على دولقدرية، على ديار بكر، على كردستان، على أذربيجان، على بلاد فارس، على دمشق وحلب، على القاهرة، على مكة، على المدينة المنورة، على القدس، على بلاد العرب كلها، على اليمن، وعلى أراض أخرى كثيرة غزاها أجدادي النبلاء وأسلافي المجيدون (أضاء الله قبورهم!) بقوة أسلحتهم والتي جعلها سلطاني المعظم خاضعةً لسيفي الملتهب ونصلي المظفر، أنا، السلطان سليمان خان، ابن السلطان سليم خان، ابن السلطان بايزيد خان: إليك أنت فرانسيسكو ملك ولاية فرنسا... لقد أرسلت إلى بابي العالي، ملجأ الملوك، رسالة من خادمك المخلص فرانجيباني، وعهدت إليه أيضًا بشتى البلاغات الشفوية. لقد أبلغتني أن العدو قد اجتاح بلدك وأنك الآن في السجن وأسيرٌ، وقد طلبت المساعدة والنجدة لتخليصك. بسُط كل كلامك هذا عند سفح عرشي، الذي يحكم العالم. نال وضعك تفهمي الإمبراطوري في كل تفاصيله، وقد فكرت في كل جوانبه. لا يوجد شيء مذهل في هزيمة الأباطرة وجعلهم أسرى. تحلى بالشجاعة إذن ولا تفزع. لم يتوان أسلافنا المجيدون وأجدادنا اللامعون (أضاء الله قبورهم!) أبدًا عن شن الحرب لصد العدو والظفر بأراضيه. نحن أنفسنا قد سلكنا خطاهم، واحتلينا على الدوام إمارات وقلاع ذات قوة كبيرة ويشق الاقتراب إليها. ليلًا ونهارًا، حصاننا مسرج وسيفنا مسلول. عسى الله في عالي سماه أن يثبّت الصلاح! أيًّا كان ما سيُنجزه! أما بعد، استفسر من سفيرك وكن على اطلاع. اعلم أن الأمر سيكون كما ذُكر.
                  - ردٌ من السلطان سليمان القانوني إلى فرانسيس الأول ملك فرنسا، فبراير 1526.
توافق التماس الملك الفرنسي جيدًا مع طموحات السلطان سليمان في أوروبا، ومنحه حافزًا لمهاجمة المجر عام 1526، الأمر الذي أسفر عن معركة موهاج. انجذب العثمانيون أيضًا بشكل كبير إلى هيبة التحالف مع دولة مثل فرنسا، مما يمنحهم شرعية أفضل في مناطقهم الأوروبية.
في هذه الأثناء، كان شارلكان يناور لتشكيل تحالف نمساوي صفوي مع بلاد فارس، بهدف توجيه هجوم على الدولة العثمانية من وراءها. أُرسل المبعوثون إلى شاه طهماسب الأول في عام 1525، ومرة أخرى في عام 1529، للمطالبة بشن هجوم على الإمبراطورية العثمانية.
مع استمرار حرب عصبة كونياك (1526 – 1530)، واصل فرانسيس الأول بحثه عن حلفاء في أوروبا الوسطى وشكل تحالفًا فرنسيًا مجريًا في عام 1528 مع الملك المجري زابوليا، الذي بات تابعًا للإمبراطورية العثمانية في نفس ذلك العام. في عام 1528 أيضًا، استخدم فرانسيس ذريعة حماية المسيحيين في الدولة العثمانية للدخول مرة أخرى في اتصال مع السلطان سليمان، إذ طالب بإعادة مسجدٍ إلى كنيسة مسيحية. في رسالته عام 1528 إلى فرانسيس الأول رفض السلطان سليمان بلباقة، لكنه ضمن حماية المسيحيين في ولاياته. جدد أيضًا امتيازات التجار الفرنسيين التي حصلوا عليها عام 1517 في مصر.
خسر فرانسيس الأول في حملاته الأوروبية، واضطر إلى التوقيع على صلح دمشق في أغسطس 1529. حتى أنه أُجبر على إمداد شارلكان  ببعض القوادس في معركته ضد العثمانيين. ومع ذلك، استمر العثمانيون في حملتهم وسط أوروبا، وحاصروا عاصمة هابسبرغ في حصار فيينا 1529، ومرة أخرى في 1532.

### تبادل الوفود
في أوائل يوليو 1532، انضم السفير الفرنسي أنطونيو رينكون إلى السلطان سليمان في بلغراد. قدم أنطونيو رينكون للسلطان سليمان تاجًا رائعًا من أربع طبقات، صُنع في البندقية مقابل 115,000 دينارًا أفرنتيًا. وصف رينكون أيضًا المعسكر العثماني:
نظام مذهل، لا يوجد عنف. يأتي التجار، وحتى النساء، ويذهبون في أمان تام، كما الحال في مدينة أوروبية. الحياة آمنة ورحبة ويسيرة كما في مدينة البندقية. أُدير القضاء بشكل عادل لدرجة أن المرء قد يتصور بأن الأتراك قد تحولوا إلى مسيحيين هنا، وأن المسيحيين قد تحولوا إلى أتراك.
             - أنطونيو رينكون، 1532.

أوضح فرانسيس الأول لسفير البندقية جورجيو غريتي في مارس 1531 استراتيجيته تجاه الأتراك:
لا أستطيع إنكار أني أتمنى رؤية التركي قويًا ومستعدًا للحرب، ليس لأجله – لأنه كافر ونحن جميعًا مسيحيون – ولكن لإضعاف قوة الإمبراطور، وإجباره على تحمل نفقات كبيرة، وطمأنة جميع الحكومات الأخرى التي تعارض مثل هذا العدو الرهيب.
                - فرانسيس الأول إلى سفير البندقية.
أُرسلت الوفود العثمانية إلى فرنسا، بما فيها الوفد العثماني إلى فرنسا (1533) بقيادة خير الدين بربروس، والوفد العثماني إلى فرنسا (1534) بقيادة ممثلين عن السلطان سليمان.

## آثار التحالف ونتاجئه

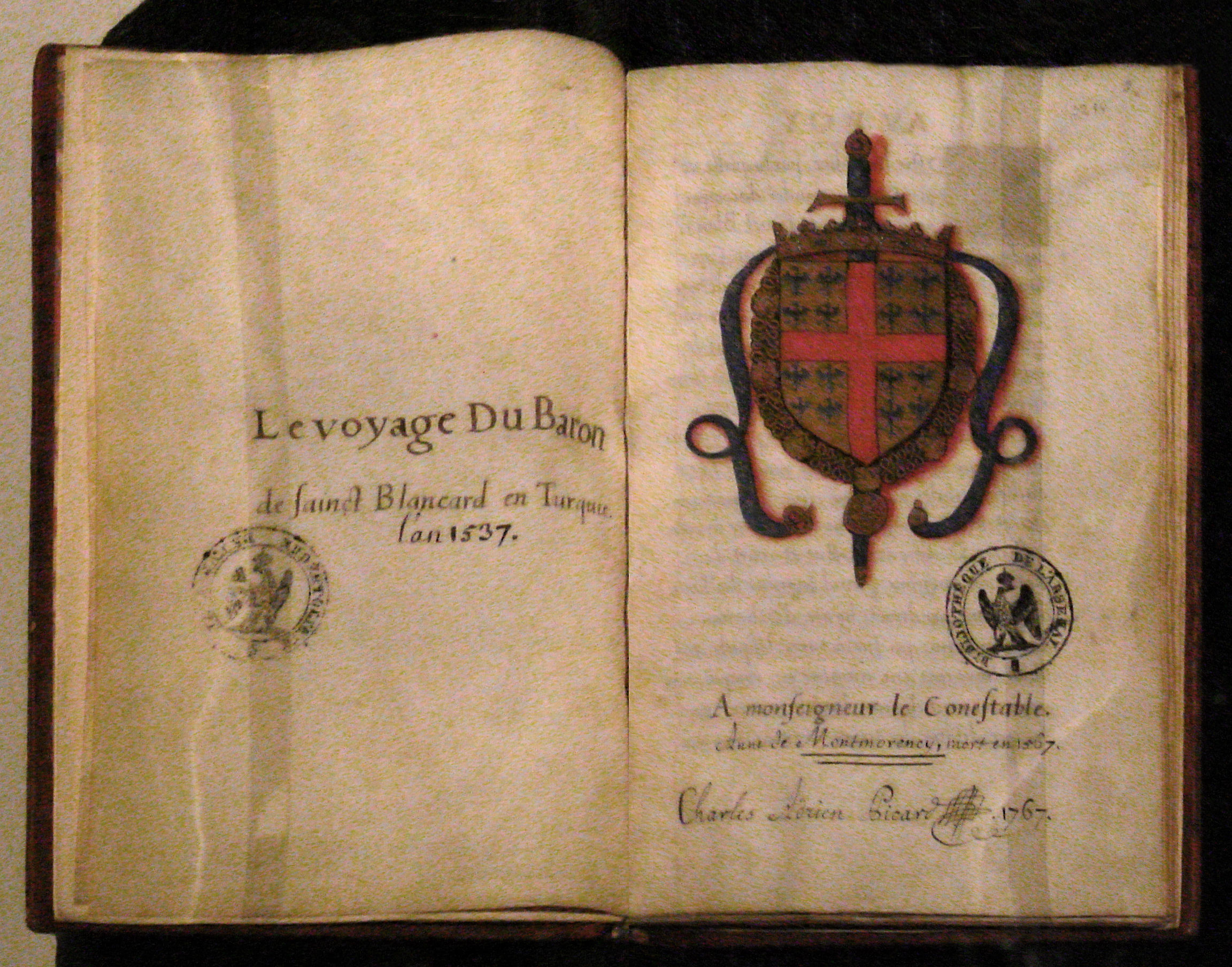
كتاب "رحلة البارون سان بلانكار" (Le Voyage du Baron de Saint Blancard en Turquie) الذي كتبه الرحالة والكاتب الفرنسي "جون دو لا فيجا" (Jean de la Vega) من القرن 16، حيث كان عضوا في أسطول «برتران دورنيسون» (Bertrand d'Ornesan) الذي تعاون مع العثمانيين تحت التحالف الفرنسي العثماني.

قدم الحلف الدعم الإستراتيجي لمملكة فرنسا وحمايتها بشكل فعال من طموحات شارلكان. كما أعطى الفرصة للدولة العثمانية للمشاركة في الدبلوماسية الأوروبية وكسب مكانتها في السيادة الأوروبية. وفقا للمؤرخ آرثر هاسل، كانت نتائج التحالف الفرنسي - العثماني بعيدة المدى: «لقد ساهم التحالف العثماني بقوة في إنقاذ فرنسا من قبضة شارلكان، فقد ساعد بكل تأكيد النزعة البروتستانتية في ألمانيا، ومن وجهة نظر فرنسية فقد أنقذت شمال ألمانيا حلفاء فرانسيس الأول».

### التبادلات الثقافية والعلمية

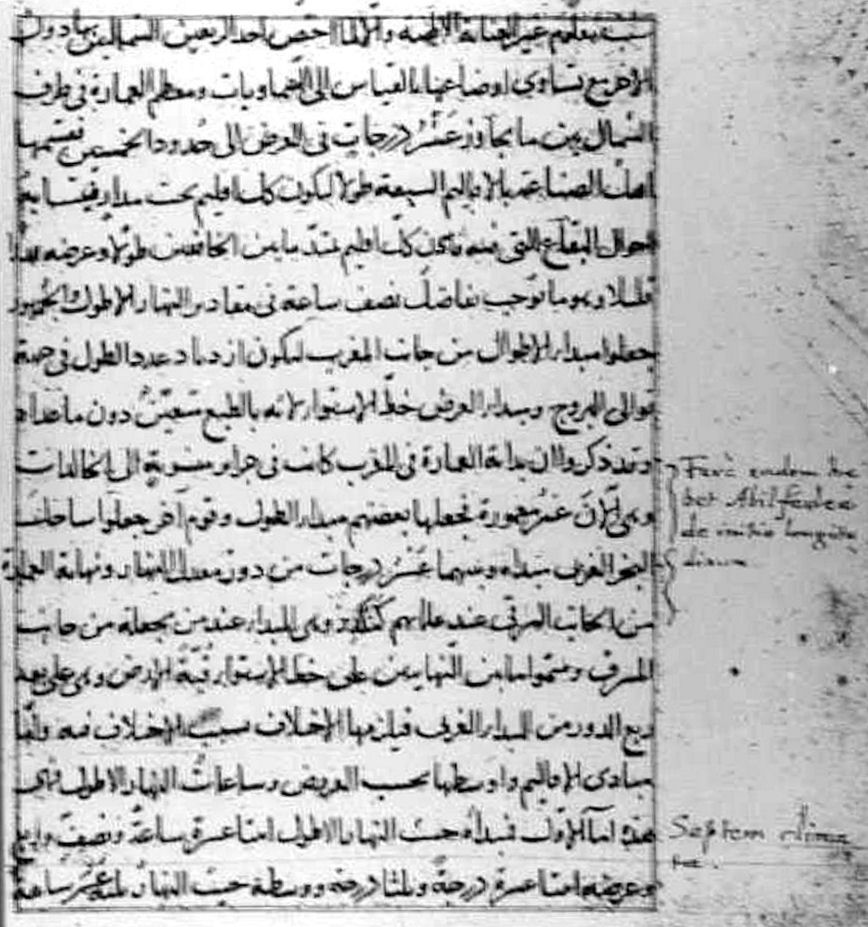
مخطوطة فلكية عربية لنصير الدين الطوسي، مشروحة بقلم غيوم بوستل.

ازدهر التبادل الثقافي والعلمي بين فرنسا والدولة العثمانية. تمكن باحثون فرنسيون مثل غيوم بوستل أو بيير بيلون من السفر إلى آسيا الصغرى والشرق الأوسط لجمع المعلومات.
ويعتقد أن التبادل العلمي قد حدث، حيث أن العديد من الأعمال باللغة العربية، خاصة فيما يتعلق بعلم الفلك، تم إعادتها، إضافة إلى شرحها ودراستها بواسطة علماء مثل غيلوم بوستل. انتقال المعرفة العلمية، مثل مزدوجة الطوسي، قد حدث في مثل هذه المناسبات، في الوقت الذي كان فيه كوبرنيكوس يؤسس نظرياته الفلكية الخاصة. كتب، مثل القرآن، أُعيد دمجها في المكتبات الملكية، مثل المكتبة الملكية في فونتينبلو، لإنشاء أساس لكلية القراء الملكية (Collège des lecteurs royaux) (كوليج دو فرانس حاليا)، وتم تعليم اللغة العربية فيها تحت إشراف غيوم بوستل.
كتبت الروايات والقصص الدرامية الفرنسية واتخذت الدولة العثمانية كموضوع أو خلفية. في عام 1561، نشر غابرييل بونين «السلطانة» (La Soltane)، رواية تراجيدية تسلط الضوء على دور روكسلانا في تنفيذ حكم الإعدام في عام 1553 لمصطفى الابن الأكبر للسلطان سليمان. تمثل هذه المأساة المرة الأولى التي يتم فيها عرض العثمانيين على المسرح في فرنسا.